# Leanne Harrison
Pour les articles homonymes, voir Harrison.
Leanne Harrison (née le 10 avril 1958) est une joueuse de tennis australienne, professionnelle à la fin des années 1970.
Elle a notamment atteint en 1979 la finale de l'Open d'Australie, aux côtés de Marcella Mesker (défaite contre la paire Chaloner-Evers). 

## Palmarès

### Titre en simple dames
Aucun

### Finale en simple dames
| No | Date       | Nom et lieu du tournoi                     | Catégorie | Surface      | Vainqueure       | Score    |  |
| -- | ---------- | ------------------------------------------ | --------- | ------------ | ---------------- | -------- |  |
| 1  | 28/11/1976 | Australian Hardcourt Championships, Sydney |           | Terre (ext.) | Dianne Fromholtz | 6-1, 6-0 |  |

### Titre en double dames
Aucun

### Finale en double dames
| No | Date       | Nom et lieu du tournoi    | Catégorie | Dotation  | Surface      | Vainqueures             | Partenaire      | Score         |          |
| -- | ---------- | ------------------------- | --------- | --------- | ------------ | ----------------------- | --------------- | ------------- | -------- |
| 1  | 24/12/1979 | Australian Open Melbourne | G. Chelem | 350 000 $ | Gazon (ext.) | Judy Connor Diane Evers | Marcella Mesker | 6-2, 1-6, 6-0 | Parcours |

## Parcours en Grand Chelem

### En simple dames
| Année | Open d'Australie (janvier) | Open d'Australie (janvier) | Internationaux de France | Internationaux de France | Wimbledon | Wimbledon | US Open | US Open | Open d'Australie (décembre) | Open d'Australie (décembre) |
| ----- | -------------------------- | -------------------------- | ------------------------ | ------------------------ | --------- | --------- | ------- | ------- | --------------------------- | --------------------------- |
| 1977  | -                          | -                          | -                        | -                        | -         | -         | -       | -       | 2e tour (1/8)               | Kerry Reid                  |
| 1978  | n/a                        | n/a                        | -                        | -                        | -         | -         | -       | -       | 1er tour (1/16)             | Chris O'Neil                |
| 1979  | n/a                        | n/a                        | -                        | -                        | -         | -         | -       | -       | 2e tour (1/8)               | Hana Mandlíková             |

À droite du résultat, l’ultime adversaire.

### En double dames
| Année | Open d'Australie (janvier) | Open d'Australie (janvier) | Internationaux de France | Internationaux de France | Wimbledon                   | Wimbledon               | US Open | US Open | Open d'Australie (décembre) | Open d'Australie (décembre) |
| ----- | -------------------------- | -------------------------- | ------------------------ | ------------------------ | --------------------------- | ----------------------- | ------- | ------- | --------------------------- | --------------------------- |
| 1977  | -                          | -                          | -                        | -                        | -                           | -                       | -       | -       | 1er tour (1/8) M. Pekovitch | Keryn Pratt Amanda Tobin    |
| 1978  | n/a                        | n/a                        | -                        | -                        | 2e tour (1/16) Nancy Weigel | L. Charles Winnie Shaw  | -       | -       | 1/4 de finale Amanda Tobin  | Chris O'Neil Uschi Ulrich   |
| 1979  | n/a                        | n/a                        | -                        | -                        | -                           | -                       | -       | -       | Finale M. Mesker            | Judy Connor Diane Evers     |
| 1980  | n/a                        | n/a                        | -                        | -                        | 2e tour (1/16) M. Mesker    | Sherry Acker J. Russell | -       | -       | -                           | -                           |

Sous le résultat, la partenaire ; à droite, l’ultime équipe adverse.

### En double mixte
| Année | Open d'Australie (janvier), | Open d'Australie (janvier), | Internationaux de France | Internationaux de France | Wimbledon                    | Wimbledon                | US Open | US Open | Open d'Australie (décembre), | Open d'Australie (décembre), |
| 1978  | n/a                         | n/a                         | -                        | -                        | 1er tour (1/32) Warren Maher | Silvana Urroz John James | -       | -       | n/a                          | n/a                          |

Sous le résultat, le partenaire ; à droite, l’ultime équipe adverse.